# Szentivánéji álom

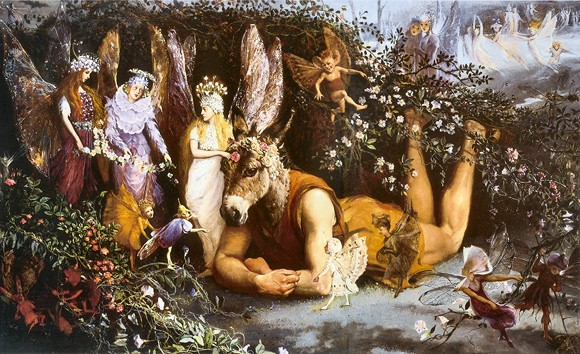
John Anster Fitzgerald: Titánia és Zuboly

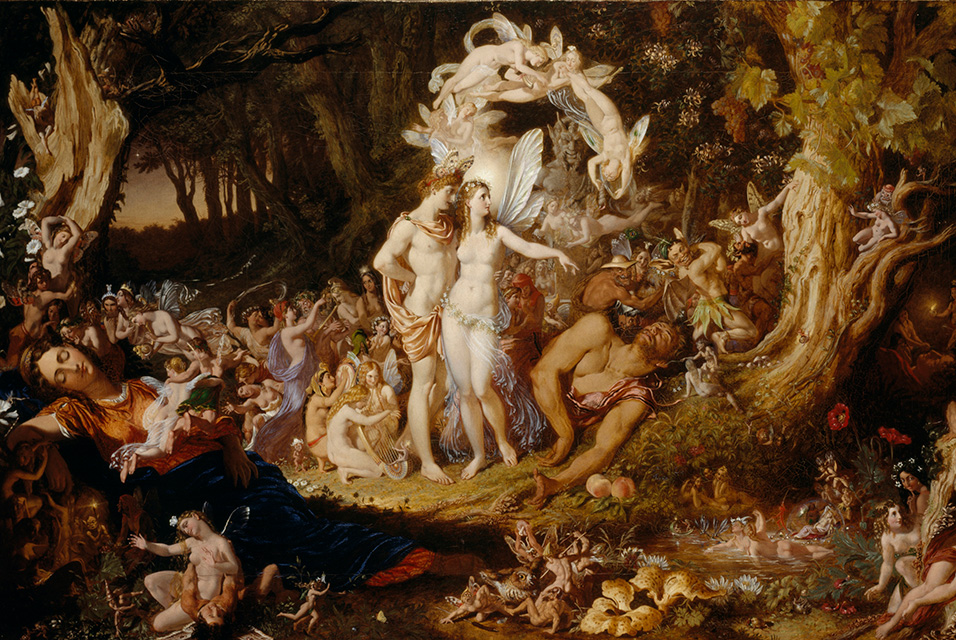
Joseph Noel Paton: Titánia és Oberon kibékül. 1847

A Szentivánéji álom című ötfelvonásos vígjátékot 1595-ben írta William Shakespeare. Elsőként Arany János fordította magyarra, 1863-ban. Napjainkban – az Országos Színháztörténeti Múzeum és Intézet adattára szerint – a legjátszottabb Shakespeare-darab.
A mű Szent Iván éjjelén, a nyári napfordulókor játszódik Athénban és egy közeli erdőben. Tündérek, a királyi pár, polgári ifjú szerelmesek és athéni kézművesek keverednek össze egy bolondos éjszaka játékos bonyodalmaiban. Az angol népi képzelet szülte tündérvilág, a Shakespeare-kori mesteremberek bohókás előadása és az athéni ifjak szerelmes kergetőzése a szerelem szépségét jeleníti meg.

## Keletkezési körülmények
A Szentivánéji álom keletkezésének időpontját illetően a legbiztosabb támpontot Titania leírása adja a szokatlanul esős 1594-es évről, ami teljesen felforgatta az évszakok természetes rendjét. Ebből kiindulva, a mű valószínűleg 1594 vége, 1595 eleje felé íródhatott, mielőtt még a közönség megfeledkezhetett volna a szélsőséges időjárás következményeiről.
A mű szövegének leghitelesebb változata az a verzió, amely az 1623-ban kiadott Első fólióban szerepel. A kritikusok közötti általános meggyőződés szerint a darab egy magánelőadásra készült, valószínűleg egy korabeli arisztokrata pár esküvői ünnepélyének részeként adták elő.

## A mű inspirációi
A cselekmény maga mint egész, Shakespeare ötlete, viszont egyes elemeket más forrásokból merített. Például a két szerelmespár összefonódó vágyai és céljai az olasz komédiából átvett motívum. Theseus és az amazon királynő, Hyppolyta történetét minden bizonnyal Chaucer A lovag meséje (The Knight’s Tale) című írásából ismerte, amelyben a műben megjelenő nagy esküvői lakomára is történik utalás. Úgy tűnik, Shakespeare emellett ismerte Plutarkhosz Párhuzamos életrajzok (Lives) című művéből a Theseus élete (The Life of Theseus) című részt, valószínűleg North 1579-es fordításában. Ezt a művet egyébként később is felhasználta római témájú darabjainak írásakor. Pyramus és Thisbe történetéhez elég volt felelevenítenie iskolai olvasmányát, Ovidiusz Átváltozásait. A tündérekről és Puckról szóló, szájhagyomány útján terjedő népi történeteket Stradfordban gyermekként ismerhette meg. Maga a „Puck” név, mint egy pajkos szellem neve az angolszász időkre nyúlik vissza. Ami a  mesterembereket illeti, az ő neveik az eredeti angol szövegben mind a szakmájukra utalnak. Titánia rövid életű rajongását Zuboly iránt valószínűleg Lucius Apuleius (c. 125-192) Aranyszamár című története inspirálta, amelyben a főszereplő görög ifjút öszvérré változtatja egy boszorkány. Shakespeare kezébe William Adlington 1566-os, The Golden Ass című fordítása kerülhetett.

## Szereplők
- Theseus, Athén ura
- Egéus, Hermia atyja
- Lysander, szerelmes Hermiába
- Demetrius, szerelmes Hermiába
- Philostrat, ünnepélyrendező Theseusnál
- Vackor, ács
- Gyalu, asztalos
- Zuboly, takács
- Dudás, fúvó-foldozó
- Orrondi, üstfoldozó
- Ösztövér, szabó
- Hippolyta, amazonkirálynő, Theseus menyasszonya
- Hermia, Egéus lánya, szerelmes Lysanderbe
- Heléna, szerelmes Demetriusba
- Oberon, tündérkirály
- Titánia, tündérkirálynő
- Puck vagy Robin-pajtás
- Babvirág, tündér
- Pókháló, tündér
- Moly, tündér
- Mustármag, tündér
- Pyramus, a közjáték személye
- Thisbe, a közjáték személye
- Fal, a közjáték személye
- Holdvilág, a közjáték személye
- Oroszlán, a közjáték személye
- Más tündérek, királyuk és királynéjuk kíséretében
- Theseus és Hippolyta kísérői

## A történet
|  | Alább a cselekmény részletei következnek! |

### Első felvonás

#### 1. szín
Athénban Theseus, az uralkodó menyegzőjére készül Hippolytával. Az esküvő előtt néhány nappal panasszal fordul az uralkodóhoz Egéus, athéni polgár. Hermiát, a leányát Demetriushoz akarja adni, de Lysander elbűvölte a leányát, aki engedetlenné vált. Theseus kéri a lányt, fogadjon szót apjának, de az hajthatatlan, ezért a király szerint halál vagy zárda vár rá. Lysander kéri Hermiát, szökjön meg apjától, s ő egy ligetben vár rá másnap éjjel. Hermia barátnője, Heléna érkezik, akinek elmondják szökési tervüket. Heléna viszont reménytelenül szerelmes Demetriusba, s hogy visszaszerezze szerelmét, elárulja neki a fiatalok szökését.

#### 2. szín
Az athéni mesterek a királyi esküvő estéjére színdarabbal készülnek. Vackor, az ács bemutatja a darabot, ami egy siralmas komédia Pyramus és Thisbe kegyetlen haláláról, és kiosztja a szerepeket. Másnap éjszakára beszélik meg a próba helyét egy közeli ligetben.

### Második felvonás

#### 1. szín
Az Athén közeli erdőben jelent meg az éppen viszálykodó tündérfejedelem-pár, Oberon és Titánia is. A tündérkirály Puckot, a fürge manót bízza meg Titánia megtréfálásával. Bűvös hatalmú virágot hozat vele, hogy a szunnyadó királynő szemére csöppentse, s ettől Titánia szerelemre lobban az első élőlény iránt, aki szeme elé kerül.
Demetrius és Heléna találkozik. Demetrius kéri Helénát, ne üldözze szerelmével, mert ő Hermiát szereti, de a lány hajthatatlan.

#### 2. szín
Titánia érkezik kíséretével, majd álomra hajtja fejét. Oberon a szemébe cseppenti a virág nedvét.
Lysander és Hermia is nyugovóra térnek a bolyongás után. Puck, a csintalan manó Lysander szemébe cseppenti a szerelmet hozó balzsamot, s ezzel mindent összegabalyít. Az ébredő Lysander Helénát pillantja meg, tehát őt rohamozza szerelmi vallomásával, amit Heléna csak gúnynak vél. Az ébredő Hermia már nem találja szerelmét.

### Harmadik felvonás

#### 1. szín
A tündérkirálynő még alszik, de a mesterek megérkeztek a próbára. Közben Puck újabb tréfát eszel ki, Zubolynak szamárfejet varázsol, társai elfutnak előle, s mivel az ébredő Titánia őt látja meg először, belé lesz szerelmes.

#### 2. szín
Oberon megtudja Pucktól, hogy Titánia egy szörnyért lelkesedik. Puck elmeséli, hogy teljesítette a parancsot, Zuboly fejére szamárfejet húzott, s az athéni szemébe is cseppentett a varázsnedvből. Oberon és Puck észreveszik, hogy Demetrius Hermiával érkezik. A lány Lysandert keresi, Demetrius pedig szerelmével üldözi Hermiát. Oberon észrevette a baklövést, Puckot elküldi Helénát megkeresni. Demetrius lefekszik, a szerelmi cseppek újra hatnak, s ő ébredve Helénába szeret bele. Lysander érkezik Helénával, de felébred Demetrius és megpillantja Helénát, akit szerelmesen becéz. Heléna mindkét férfira dühös, hiszen úgy érzi, kigúnyolják. Lysander lemond Hermiáról Demetrius javára, hisz elhidegült a lánytól, s Heléna szívéért epekedik. Az érkező Hermiának is bevallja, hogy nem őt, hanem Helénát szereti. Hermia úgy érzi, hogy hárman összeesküdtek ellene. Heléna viszont Hermiát okolja, amiért vele gúnyt űznek. Heléna bevallja, hogy elárulta barátnője szökési tervét Demetriusnak, aki a szerelmesek után indult. Hatalmas a zűrzavar, mindenki a másikat okolja. Oberon is leszidja Puckot baklövéséért, s Oberon rendet tesz a zűrzavarban. Puckot küldi, hogy akadályozza meg a két fiú párviadalát.

### Negyedik felvonás

#### 1. szín
Oberon feloldja Titániát a csúfos bűn alól. Titánia már csak rossz álomként éli meg szerelmét. Theseus, Hippolyta, Egéus érkeznek, kürtszóra felébrednek a szerelmesek is mind a négyen. Lysander elmeséli, hogyan szöktek el az athéni szigorú törvények elől. Theseus feloldja Egéusnak tett ígéretét, s kihirdeti a hármas menyegzőt. Zuboly is felébred, s rettenetes látomására emlékszik.

#### 2. szín
Közben társai Zubolyt keresik. Gyalu hozza a hírt, hogy a fejedelem most jött ki a templomból, s vele együtt két úri pár is egybekelt. Zuboly is megérkezik, sürgeti társait, hogy nézzék át a szerepet, s irány a palota.

### Ötödik felvonás

#### 1. szín
A palotában Theseus, Hippolyta és a másik két pár az előadást várják. Philostrat, az ünnepélyrendező szerint unalmas, kurta a színmű, semmit sem ér. Theseus azonban látni akarja az „együgyű szívek” hódolatát, s a vendégekkel együtt megnézik az előadást, s nyugovóra térnek.

#### 2. szín
Éjjel Puck, Oberon, Titánia földjére érkeztek, s a tündérekkel együtt megáldják a boldog szerelmeseket.És a történet véget ér.
|  | Itt a vége a cselekmény részletezésének! |

## A mű első említése magyar nyelven
A Szentivánéji álom először 1817-ben került magyar nyelven megemlítésre, az Erdélyi Múzeum folyóiratban, Buczy Emil egyik cikkében. Ugyan ő még nem az eredeti angol szövegre alapozta véleményét, hanem Nicholas Rowe írásaira, aki Shakespeare első kiadója volt.
Ezután hosszú időn keresztül nem íródott más munka a darabbal kapcsolatban, a Szentivánéji álom még a Magyar Tudományos Akadémia 1831. évi  jegyzékében sem szerepel a lefordítandó Shakespeare művek között.
Közvetlen forrás alapján első alkalommal Vörösmarty Mihály említi a művet Dramaturgiai töredékek c. tanulmányában, Nyárközépéj álma néven.

## Magyar fordítások
Ugyan Vörösmarty Mihály tervbe vette a Nyáréji álom lefordítását, amint az Petőfi Sándor 1848. február 10-én Arany Jánosnak írt leveléből kiderül, azonban több utalás erre a szándékára nem történt, és végül hozzá sem kezdett a fordításhoz.
Így Arany János volt az első, aki olyan  fordítást hozott létre, aminek létezéséről írásban említés történt. Arany egyik professzora, Sárvári lelkes javaslatára („Csak Sekszpírt! Sekszpírt domine!”) kezdett Shakespeare-t olvasni, ekkor még németül. Arany egy keltezés nélküli, Szilágyinak írt levelében írja le, hogyan találta meg „a padláson, esővíztől átázva, összepenészesedve” Wieland német fordításáról magyarra átültetett művét. Ezt a fordítást azonban saját maga titulálja „szolgainak”, „nyelvgyakorlati prózafordításnak”. Az írás végül nem is maradt fenn, valószínűleg Arany megsemmisítette.
Azonban az első magyar fordítás, ezúttal angolból, mégis az ő nevéhez fűződik. A Kisfaludy Társaság 1863. november 26-ai ülésének jegyzőkönyvében olvasható: „Arany János igazgató tudósítván a társaságot, hogy Shakespeare Midsummer Night’s Dreamje fordításával elkészült - mit a gyülés örvendetes tudomással vett, - felolvasá belőle a harmadik felvonást.” Ez a  fordítás először 1864-ben jelent meg a Koszorúban, majd pedig bírálat nélkül vették fel a művet a magyar Shakespeare-kötetek gyűjteményének első kötetébe, mely Shakespeare születésének 300. évfordulójakor jelent meg 1864-ben.
Nádasdy Ádám új fordítása 1995-ben jelent meg, ez a  változat stílusában inkább igazodik a ma használt nyelvhez, mint Arany fordítása. Nádasdy „fő célja az volt, hogy a szöveg teljes mértékben megfeleljen a mondhatóság követelményének, szerinte alkotása 'maisága' ellenére is 'rendes, kosztümös fordítás'. Az érthetőségen kívül egy másik fontos érve szól a 'maiság' mellett, az, hogy 'nem a nyelv változott meg, hanem a nyelvhasználat'.
A darabot 2023-ban Székely Csaba fordításában mutatta be a Thália Színház Varázslat egy nyáréjszakán címmel.

## Az ősbemutató
A Nemzeti Színház ünnepi előadásán tervezték első alkalommal bemutatni a művet, Egressy Gábor  mégis Szász Károlyt kérte fel, hogy lehetőleg minél előbb fordítson le egy másik Shakespeare-darabot a bemutatóra, mivel, ahogy Bayer József írja, „Arany még nem volt készen a fordításával és szokott aggodalmaskodásával nem mert határozott igéretet tenni”. Végül azonban időben befejezte a művet, így 1864. április 23-án sor kerülhetett  A Szentivánéji álom első előadására a Nemzeti Színházban.
Egressy Gábor ezzel a bemutatóval kapcsolatban Szász Károlynak írt bocsánatkérő levelében méltatja a művet és bővebben ír annak tervezett előadásáról: „e gyönyörű mű az eddig szóban forgottak között, amaz ünnepélyre legalkalmasabb lesz; mert míg szellemi s művészi oldalról tekintve, a legműveltebbet is el fogja bájolni, addig fantastikus látványossága a nép minden osztályát élénken fogja érdekelni; lévén benne zene, ének, táncz, díszlet, jelmez, bűvészet stb. Igaz, hogy kiállítása bele kerül négy vagy ötezer forintba: de szintúgy ki fogja magát fizetni, mint bármellyik népszerű darab. Aztán a mi legfőbb: Shakespeare számára jelentékeny hódításokat teszünk általa”. A darab fogadtatása kedvező volt, bár Bayer megemlíti, hogy „a magasztalók karába belévegyült egy-egy dissonáló hang s a színi előadás is azt éreztette, hogy előadóink elszoktak a művészi fordítások finomságától”.
Az első előadásról ugyancsak Egressy Gábor egy leveléből értesülhetünk, amelyben személyes kritikáját fejti ki. Ismét Egressy Szász Károlynak címezve írja: „A mi színházi ünnepélyünk nem ütött ki úgy a mint én óhajtottam volna. A ház telve volt nagyon mind a kétszer, ma is megtelik úgy félig-meddig: de sem a  kiállítás, sem az előadás (az első) nem lehetett kielégítő. A túlbuzgóság nervózusokká tett bennünket, előadókat s egyik hiba a másikat érte. Szörnyű dúlást vittünk véghez a szövegen, a mi, barátunkat a forditót, a ki jelen volt, desperatussá tehette. Azóta még nem találkoztam vele, de bizonyos vagyok benne, hogy kedélye ettől a kellemetlen hatástól egy hónapig sem fog megszabadulni. Másfelől a kiállításban s elrendezésben nem volt semmi poëzis. (...) Egyébiránt ily kiállításhoz nekünk sem gépezetünk, sem diszitőink nincsenek”. Egressy  meglehetősen lesújtó benyomása  ellenére a darab mégis nagy sikert arathatott, hiszen csak az 1864-es év során áprilistól decemberig összesen 11-szer adták elő.

## Filmes feldolgozások
- 1909, USA, némafilm, a darab első filmes feldolgozása
- 1935, USA, r: Max Reinhardt, William Dieterle, sz: James Cagney, Mickey Rooney, Joe E. Brown, Olivia de Havilland, zene: Felix Mendelssohn
- Sen noci svatojánské, 1959, csehszlovák, bábfilm, r: Jiří Trnka, 1959-es cannes-i filmfesztivál résztvevője nagyjátékfilm kategóriában
- 1968, brit, r: Peter Hall, sz: Judi Dench, Ian Richardson, Ian Holm, Diana Rigg, Helen Mirren, David Warner
- Le Songe d'une nuit d'été, 1969, francia, r: Jean-Cristophe Averty, sz: Claude Jade, Christine Delaroche
- 1980, brit, r: Elijah Moshinsky, sz: Helen Mirren, a BBC Television Shakespeare feldolgozás-sorozat része
- Sogno di una Notte d'Estate, olasz, 1983, r: Gabriele Salvatores, rock musical
- 1999, USA-német-olasz, r: Michael Hoffman, sz: Michelle Pfeiffer, Rupert Everett, Kevin Kline, Stanley Tucci, Calista Flockhart, Christian Bale, Sophie Marceau, Roger Rees, zene: Felix Mendelssohn
- Kihevered, Haver! (Get Over It), 2001, USA, r: Tommy O'Haver, sz: Kirsten Dunst, Ben Foster, Shane West, modern musical adaptáció
- A Midsummer Night's Rave, 2002, USA, modern adaptáció
- El Sueño de una Noche de San Juan, 2005, spanyol-portugál, hangok: Romola Garai, Bernard Hill, Billy Boyd, Rhys Ifans, Miranda Richardson, animációs film
- Enyém a világ (Were the World Mine), 2008, USA, modern interpretáció
- 10ml LOVE, indiai, 2010, romantikus komédia
- 2015, USA, r: Julie Taymor, színházi közvetítés
- Különös varázs (Strange Magic), 2015, USA, r: Gary Rydstrom, hangok: Alan Cumming, Evan Rachel Wood, Maya Rudolph, Kristin Chenoweth, Alfred Molina, animációs film
- 2016, brit, r: David Kerr, sz: John Hannah, tévéfilm